# Camere con vista (album)
Camere con vista è un album in studio della cantautrice italiana Andrea Mirò, pubblicato nel 2023.

## Il disco
L’album è composto da due cd, comprende da 38 canzoni, tra le quali un brano con Neri Marcorè e uno con Dargen D'Amico, provenienti da 8 album differenti. Caratteristica di questo album è contenere e riassumere 20 anni di produzione musicale della cantante, come ribadito da lei stessa.

## Tracce

### Disco 1
1. La canzone del perdono (Ruggeri / Mirò) – 4:06
2. La scelta di Silvia (Ruggeri / Mirò) – 2:50
3. Il treno (Ruggeri / Mirò) – 4:06
4. Opinioni di un clown (Ruggeri-Mirò / Mirò) – 3:55
5. Nairobi-Milano (Ruggeri / Mirò) – 4:26
6. Stanza 24 – 4:33
7. La giusta distanza – 4:50
8. Primavera a Sarajevo (Ruggeri / Ruggeri-Mirò) – 3:56
9. Nessuno tocchi caino (Ruggeri / Mirò) (feat. Enrico Ruggeri) – 4:11
10. La la la – 4:20
11. Come la Luna – 1:47
12. L’ultimo uomo – 4:09
13. Il pasto – 1:41
14. Il vento – 3:45
15. Preghiera dell’infame (feat. Neri Marcorè) – 3:20
16. Romanzo popolare (Ruggeri / Mirò) – 3:51
17. Prima che sia domani – 3:56
18. Medley Notte di Praga / La canzone del perdono (A. Istroni-G. Pegoraro / Ruggeri-Mirò) – 7:11

### Disco 2
1. Un piccolo graffio – 3:48
2. Hey cowboy – 3:44
3. I figli degli altri – 3:58
4. Ordine - Disordine – 3:41
5. Irraggiungibile – 4:23
6. L’avversario – 3:43
7. Il sogno dell’astronauta – 4:14
8. Database – 5:26
9. Vite parallele – 4:06
10. L’incantatore di serpenti – 4:16
11. Faust – 5:28
12. L’uomo del faro – 5:28
13. Senza che nulla cambi (feat. Dargen D’Amico) – 3:51
14. Nessuna paura di vivere (Mirò-Fusaroli / Mirò Fusaroli) – 4:14
15. Piove da una vita (Mirò / Mirò-Fusaroli) – 3:53
16. Conseguenze (Mirò / Mirò-Fusaroli) – 3:13
17. Deboli di cuore  (Fusaroli-Mirò / Fusaroli-Mirò) – 4:28
18. La festa è finita – 2:02
19. Nessuno escluso (Mirò / Mirò-Fusaroli) – 4:36
20. Reo confesso – 2:40